# Johann-Joseph Krug

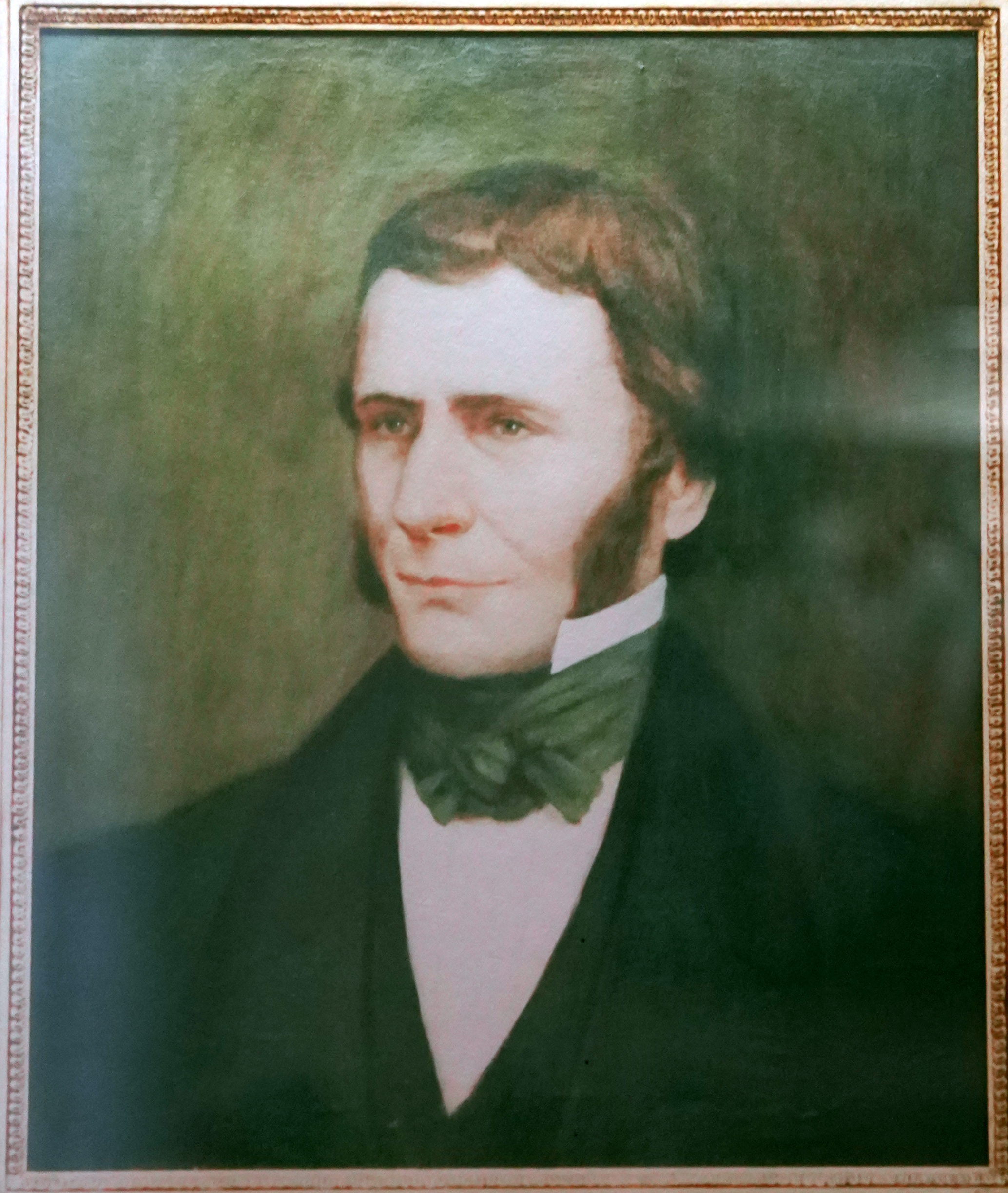
Prorät von Johann-Joseph Krug

Johann-Joseph Krug (* 1800 in Mainz; † 5. August 1866 in Allevard) war ein deutscher Unternehmer und Gründer des Champagnerhauses Krug.
Als Krug geboren wurde, war Mainz Teil von Frankreich. 1834 trat Krug in die berühmte Champagner-Kellerei Jacquesson et Fils in Châlons-en-Champagne ein. Dort wurde er bald stellvertretender Direktor. Nachdem er sieben Jahre in leitender Stellung für Adolphe Jacquesson tätig gewesen war, heiratete er im Februar 1841 die Engländerin Emma Anne Jaunay, deren Schwester Louisa mit dem Firmenoberhaupt verheiratet war. Aus dieser Ehe stammt ein Sohn (Paul, * 1842; † 1910), der von 1898 bis zu seinem Tode Präsident des Syndicat du commerce des vins de Champagne war.
1843 siedelte Johann-Joseph Krug nach Reims über und begann mit seinem Partner, Hippolyte de Vives, auf eigene Rechnung Champagner herzustellen. 1843 ist das offizielle Gründungsjahr des Maison Krug & Cie. Zunächst wurde mit Champagner und anderen Weinen aus der Champagne Handel betrieben. Erst zwei Jahre später begann man mit der eigenen Schaumwein-Produktion, die zunächst in gemieteten Kellern in der Rue Saint-Hilaire untergebracht war. Krug hatte ein besonderes Geschick in der Zusammenstellung (Assemblage) der Grundweine.
Der Firmengründer starb 1866 während einer Kur. Nach kurzer Interimsverwaltung durch die Mutter wurde sein einziger Sohn Paul sein Nachfolger. Unter dessen Leitung entstanden 1874 in der Rue Coquebert jene Gebäude, die heute immer noch Geschäftssitz des Unternehmens sind. Unter Pauls Führung entwickelte sich das Unternehmen zum Qualitätsführer der Champagner-Häuser.